# La Route étroite vers le nord lointain
La Route étroite vers le nord lointain (titre original : The Narrow Road to the Deep North) est le sixième roman de l'écrivain australien Richard Flanagan paru en 2013 en Australie et l'année suivante dans le reste du monde anglophone, et qui lui a valu le prix Booker le 14 octobre 2014. Il traite d'un médecin australien hanté par son histoire d'amour, pendant la Seconde Guerre mondiale, avec la femme de son oncle. Le roman met notamment en scène la vie des prisonniers qui travaillèrent à la construction d'une ligne de chemin de fer entre la Thaïlande et la Birmanie, la ligne Siam-Birmanie. Ces thèmes entrent en résonance avec la vie du père de l'auteur, qui travailla sur cette ligne et y survécut pour décéder le jour où son fils acheva le roman.